# Beffroi de Salers
Le beffroi de Salers est un beffroi situé en France sur la commune de Salers, en région Auvergne-Rhône-Alpes.

## Localisation
Le monument se trouve rue du Beffroi dans le centre de Salers.

## Historique
La porte voûtée en ogive, appelée également porte Sainte-Anne, est un vestige dont la partie inférieure pourrait dater du XIVe siècle.

### Protection
Le beffroi est classé au titre des monuments historiques par arrêté du 29 janvier 1929.

## Description
L'édifice se compose d'une porte voûtée en ogive, surmontée d'une tour carrée. À droite de cette tour, une tour ronde vient s'appuyer contre elle. Des mâchicoulis et des corbeaux ornent l'ensemble, et une toiture coiffée d'une structure en ferronnerie couronne l'ensemble.

## Galerie

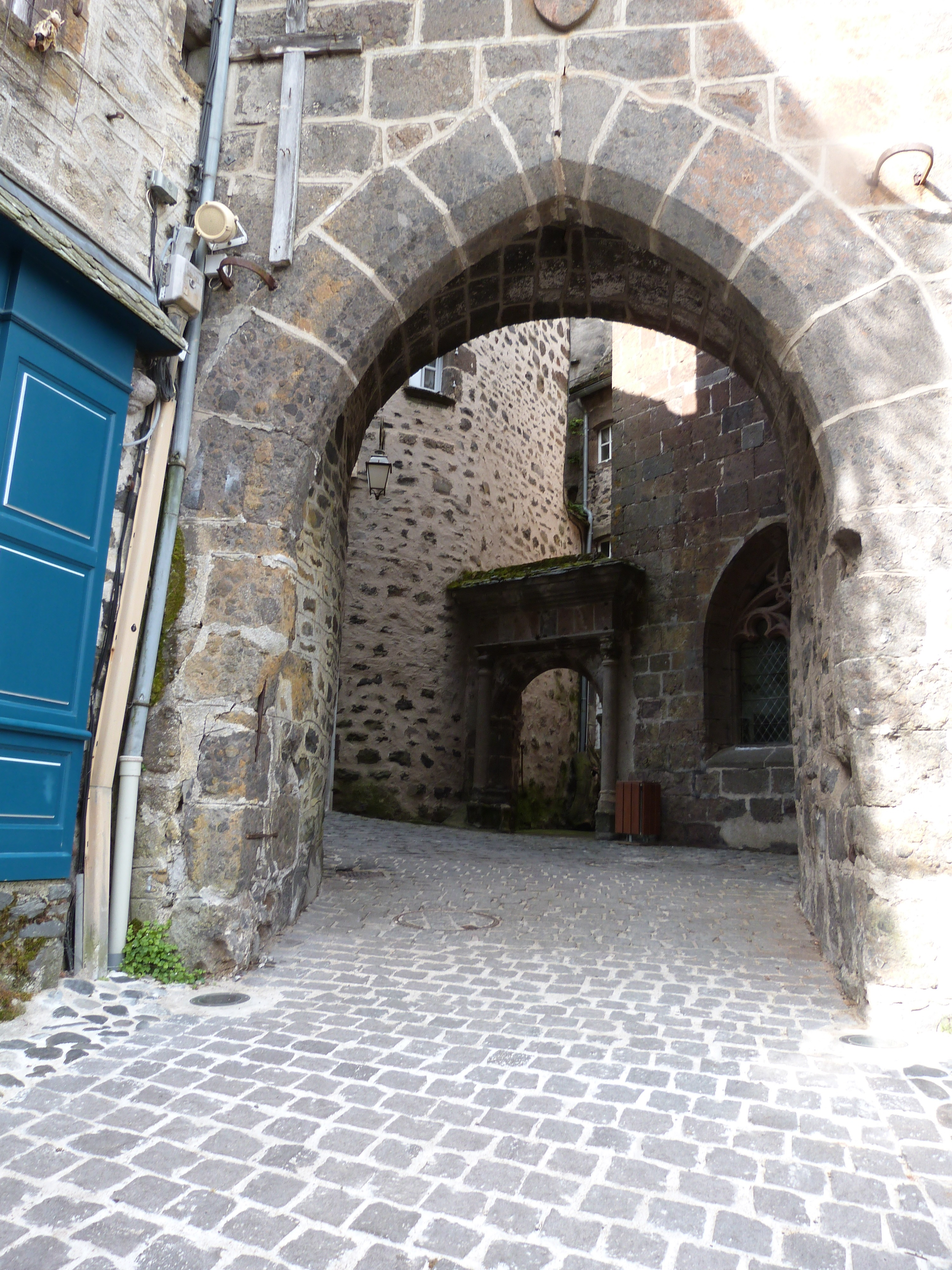
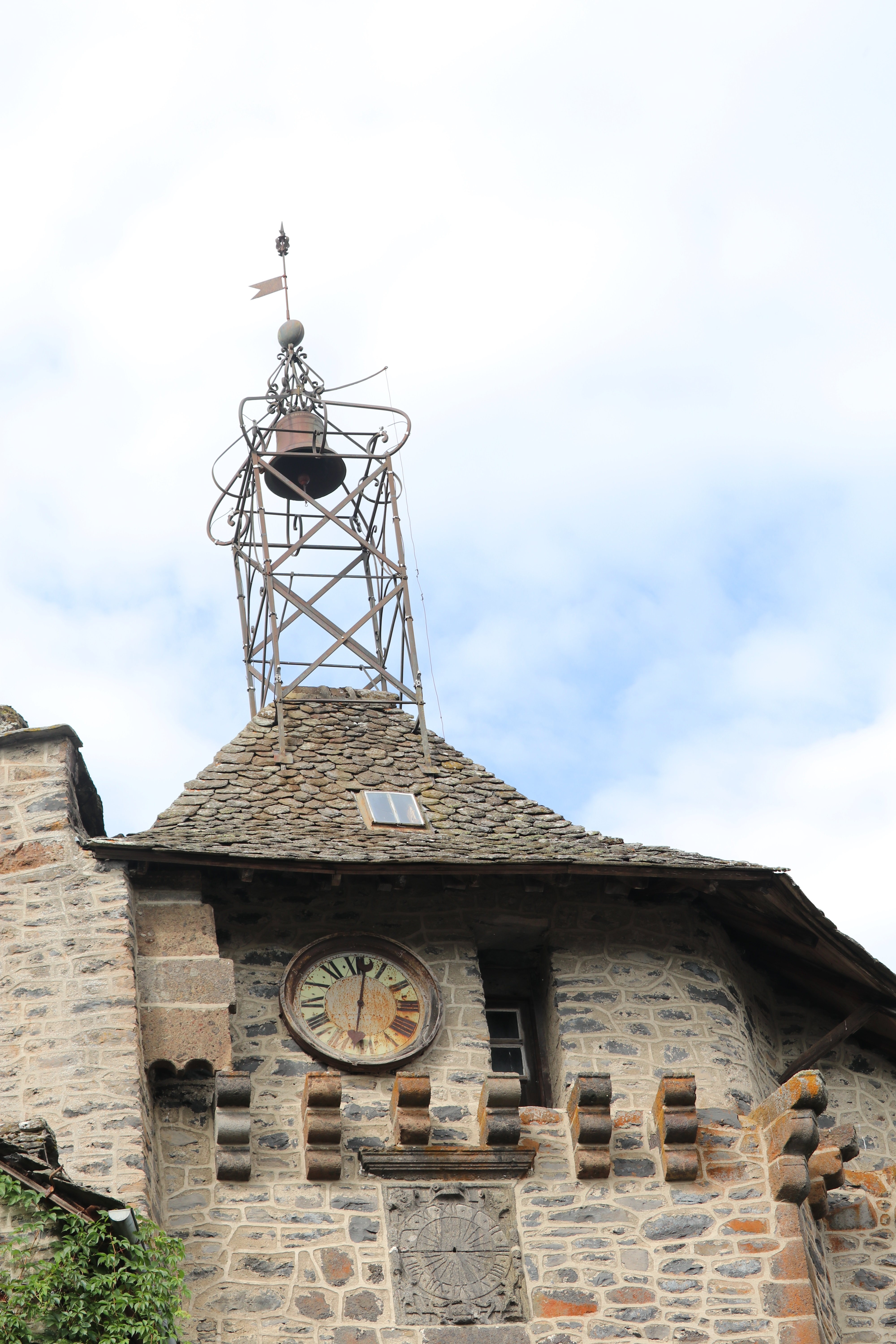
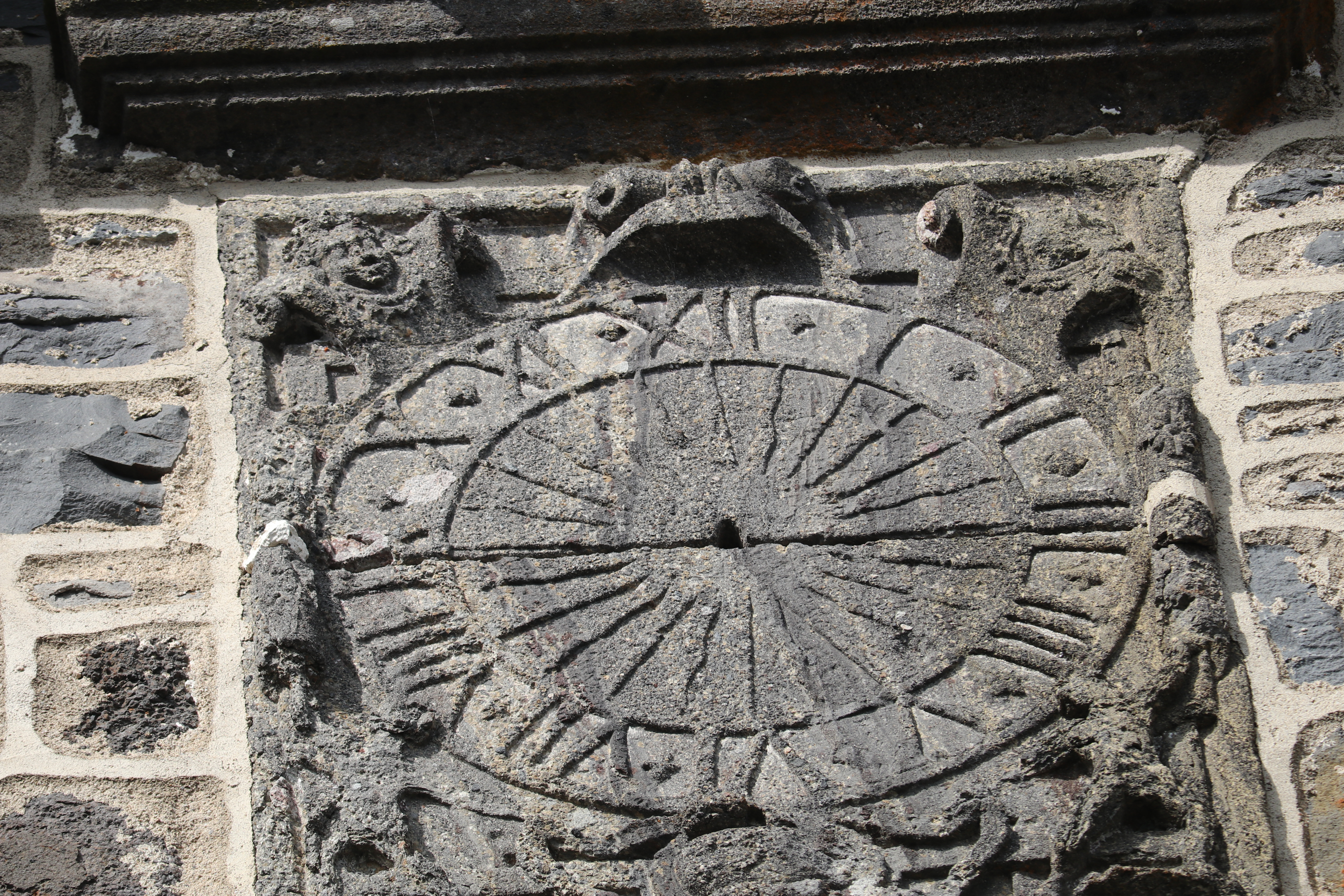
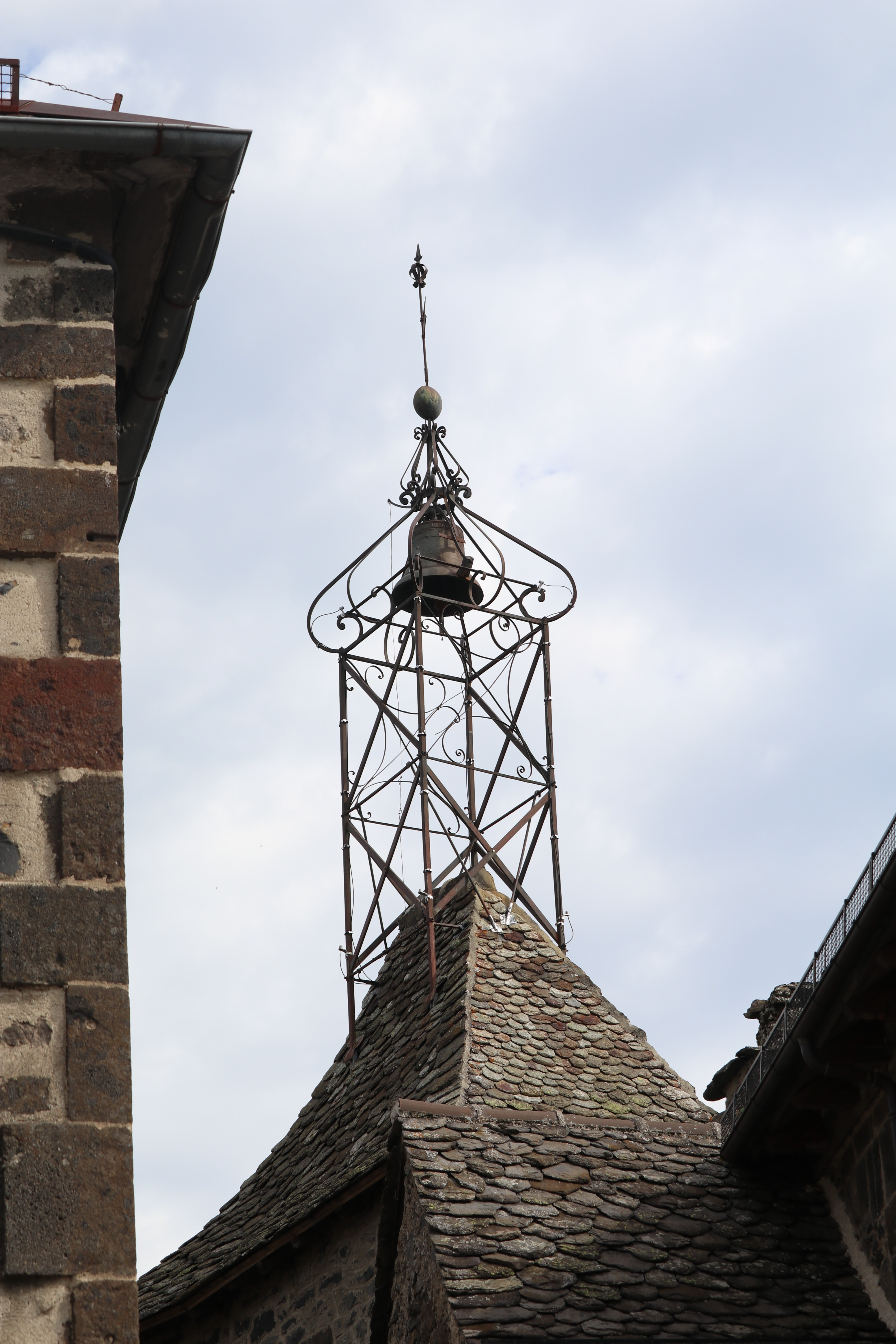